# Becca di Montandayné
Becca di Montandayné – szczyt w Alpach Graickich, części Alp Zachodnich. Leży w północnych Włoszech na granicy regionów Dolina Aosty i Piemont. Należy do Masywu Gran Paradiso. Szczyt można zdobyć ze schronisk Rifugio Federico Chabot (2750 m) lub Rifugio Leonessa (2930 m). Szczyt góruje nad lodowcem Tribolazione.